# Gehoorbeentje
De gehoorbeentjes of ossicula auditus zijn drie minuscule botjes die in het middenoor zitten. Het zijn de kleinste botjes in het menselijk lichaam.

## Overzicht

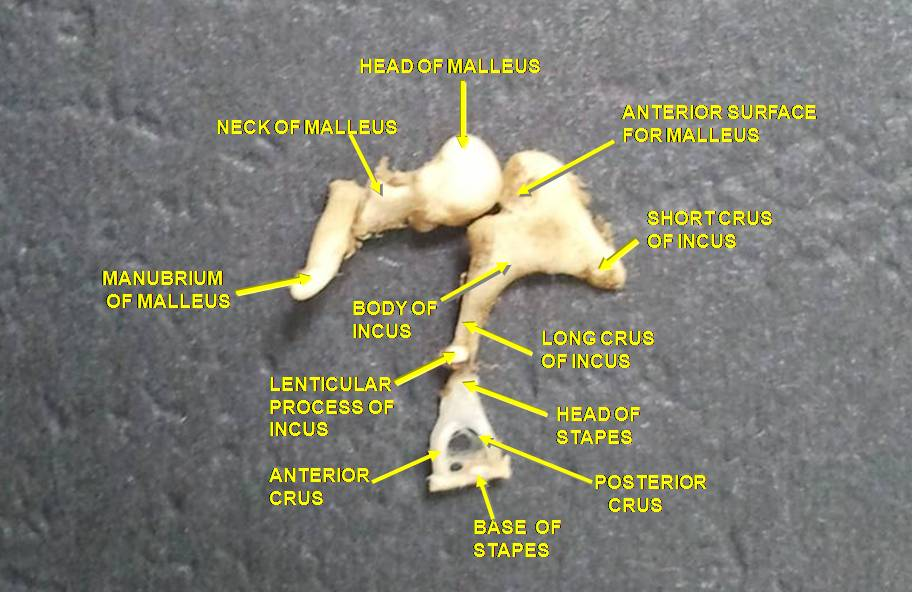
Menselijke gehoorbeentjes

De gehoorbeentjes vormen bij zoogdieren een mechanische verbinding tussen het trommelvlies en het ovale venster.
Door deze mechanische koppeling brengen de gehoorbeentjes de trillingen die optreden in het trommelvlies en die daar ontstaan als geluid het oor binnentreedt, over op het ovale venster. Het ovale venster brengt de trillingen weer over op de vloeistof in het slakkenhuis. Door de onderlinge hefbomen van de beentjes worden de trillingen van het trommelvlies enigszins in amplitude versterkt. Een ander effect dat voor de versterking zorgt is dat het trommelvlies groter is dan het ovaal venster. Maar de belangrijkste functie van de gehoorbeentjes is de impedantieaanpassing die nodig is om trillingen in lucht over te brengen in trillingen in vloeistof. Dit effect is veel groter dan die van de hefboomwerking.
De drie beentjes (die wel wat lijken op de voorwerpen die dezelfde naam dragen) heten:
- hamer (malleus),
- aambeeld (incus) en
- stijgbeugel (stapes).

Een makkelijke manier om deze volgorde te onthouden, is het woord HAAS (Hamer, AAmbeeld, Stijgbeugel)
De aanwezigheid van de gehoorbeentjes in het middenoor is een kenmerk van alleen de zoogdieren; ze komen niet voor bij andere diergroepen.

## Hamer

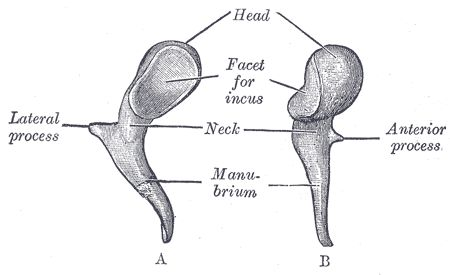
Hamer (Malleus)

De hamer (Latijn: malleus) is een klein botje dat het trommelvlies met het aambeeld verbindt. Het botje heeft ongeveer de vorm van een hamer. De hamer staat via het incudomalleaire gewricht in verbinding met het aambeeld.
De hamer van een mens weegt circa 23 milligram.
De hamer is geëvolueerd uit het os articulare van de meeste groepen viervoetigen. Dat vormt de onderkant van het kaakgewricht. Bij latere zoogdieren heeft dit bot zich dus van de onderkaak naar de hersenpan verplaatst, iets wat mogelijk werd gemaakt doordat het scharnierpunt tussen onderkaak en schedel steeds verder naar voren kwam te liggen. Het subtiele gehoor van zoogdieren heeft zich wellicht ontwikkeld omdat het oorspronkelijk kleine nachtdiertjes waren die met hun kleine oogjes te weinig in het duister zagen.

## Aambeeld

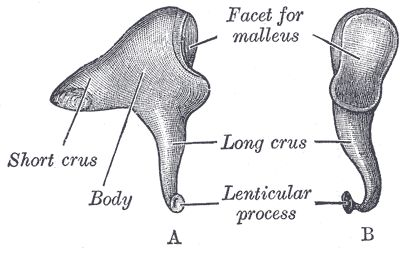
Aambeeld (incus)

Het aambeeld (Latijn: incus) verbindt de hamer met de stijgbeugel via het incudostapediale gewricht.

Net als de andere gehoorbeentjes komt het aambeeld alleen voor bij zoogdieren. Het is een evolutie van het bij reptielen voorkomende schedelbot, het quadratum, dat meestal de bovenkant vormt van het kaakgewricht.
Het aambeeld van een mens weegt circa 27 milligram.

## Stijgbeugel

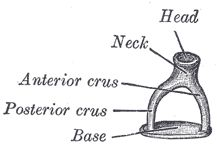
Stijgbeugel (stapes)

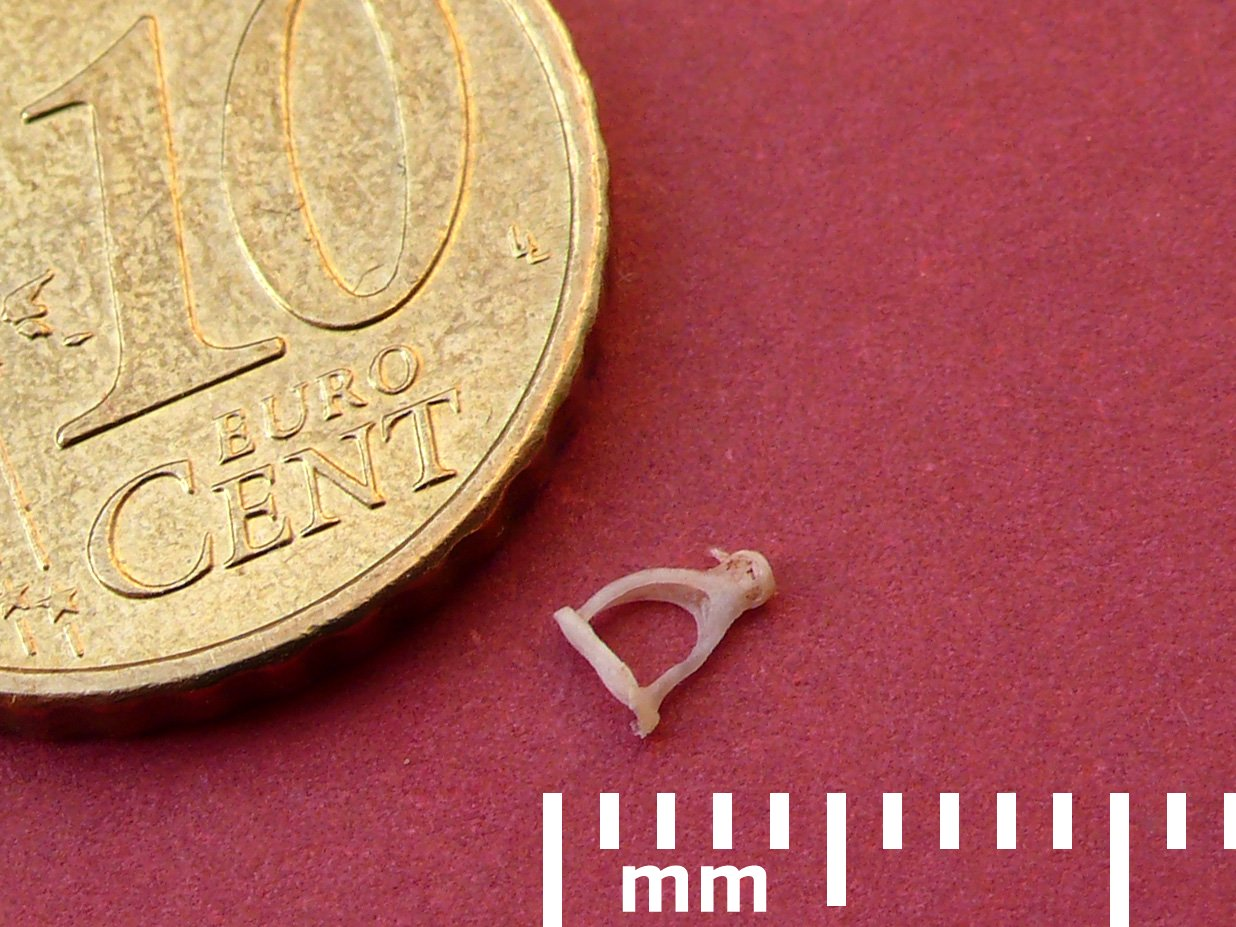
Een stijgbeugel naast een munt van tien eurocent

Vanwege de vormgelijkenis met de stijgbeugel als onderdeel van een paardentuig wordt het laatste van drie gehoorbeentjes in het oor van zoogdieren stijgbeugel (Latijn: stapes) genoemd. De stijgbeugel is het kleinste en lichtste onderdeel van het menselijk skelet. Het dient evenals de andere twee gehoorbeentjes voor versterking en geleiding van de mechanische trillingen van het trommelvlies naar het slakkenhuis. Die versterking is nodig omdat trillingen zich anders door de lucht dan door vaste stof voortplanten. Daar worden de mechanische trillingen omgezet in een elektrisch signaal en door middel van de gehoorzenuw naar de hersenen gestuurd.
Bij middenooraandoeningen kan de stijgbeugel zodanig beschadigd raken dat deze vervangen moet worden. De stijgbeugel kan in zijn geheel vervangen worden (stapedectomie) of de voetplaat (basis) op het ovale venster kan gespaard blijven (stapedotomie). In beide gevallen wordt er een staafvormige prothese ingebracht op de plaats van de stijgbeugel.
Aan de stijgbeugel zit een spiertje (musculus stapedius), dat te grote uitslagen voorkomt. Een ander spiertje (musculus tensor tympani) zit aan het trommelvlies. Beide spiertjes geven bescherming tegen te grote uitslagen van het trommelvlies, mochten er te harde geluiden in het middenoor terechtkomen. Door te hard geluid kunnen deze spiertjes beschadigd raken.
De stijgbeugel is het kleinste botje van de drie botjes. Bij de mens weegt het circa 2,5 milligram.
De stapes komt voort uit de hyomandibula van basale vissen. Bij de Tetrapoda werd het een gehoorbeen waarvan het boveneind paste in een nieuw ontwikkelde holte in de hersenpan, de fenestra vestibuli ofwel fenestra ovalis. Bij de meeste groepen heeft het nog steeds de vorm van een rechte lange staaf, van de hersenpan naar het foramen quadraticum lopend waar zich dan het trommelvlies bevindt. De stijgbeugelvorm bij latere zoogdieren is dus uitzonderlijk.